# Benoît Perthame

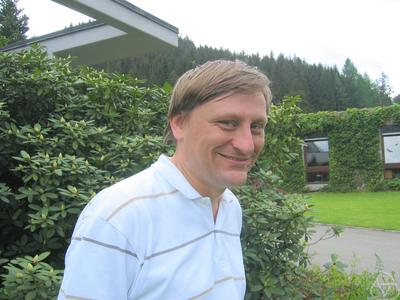
Benoît Perthame (2006)

Benoît Perthame (* 23. Juni 1959 in Frankreich) ist ein französischer Mathematiker, der sich mit nichtlinearen Partiellen Differentialgleichungen und deren Anwendungen in der Biologie befasst. Er ist Professor an der Universität Paris VI (Pierre et Marie Curie) und am Labor Jacques-Louis Lions.
Perthame studierte an der École normale supérieure (ENS) und war dort ab 1983 Assistent. Er wurde 1987 bei Pierre-Louis Lions habilitiert (Thèse d´Etat) Thema der Dissertation waren nichtlineare partielle Differentialgleichungen in der Optimalen Kontrolltheorie, der Hydrodynamik und kinetischen Theorie. 1988 wurde er Professor an der Universität von Orléans und seit 1993 war er Professor an der Universität Paris VI und am Institut Universitaire de France. 1997 bis 2007 war er an die ENS abgestellt. Seit 1989 ist er wissenschaftlicher Berater des Institut national de recherche en informatique et en automatique (INRIA) und leitet dort seit 1998 die BANG Gruppe (Analyse numérique de modèles non linéaires pour la Biologie et la Géophysique).
Unter anderem befasst er sich mit mathematischer Modellierung von Chemotaxis und Bewegung und Selbstorganisation von Zellen und Bakterienkolonien, Neuronalen Netzen, Tumorwachstum und Chemotherapie, Nieren-Flüssen, Wachstum von Populationen und Evolution.
Er war Invited Speaker auf dem Internationalen Mathematikerkongress 1994 in Zürich (Kinetic Equations and Hyperbolic Systems of Conservation Laws) und er wurde zum Plenarsprecher für den ICM 2014 in Seoul ausgewählt (Some mathematical aspects of tumor growth and therapy).
1989/90 erhielt er den Prix Peccot am Collège de France, 1994 die Silbermedaille des CNRS und 1992 den Blaise Pascal Preis der Academie des Sciences. 1994 bis 1999 war er Junior-Mitglied und seit 2007 Senior-Mitglied am Institut Universitaire de France. 2013 wurde er mit der Blaise-Pascal-Medaille ausgezeichnet. 2016 wurde er zum Mitglied der Academia Europaea gewählt, 2017 der Académie des sciences.
Zu seinen Doktoranden zählt Vincent Calvez.